# Onehunga Mangere United AFC
Der Onehunga Mangere United Association Football Club ist ein neuseeländischer Fußballklub aus dem Stadtteil Māngere Bridge in der Stadt Auckland.

## Geschichte

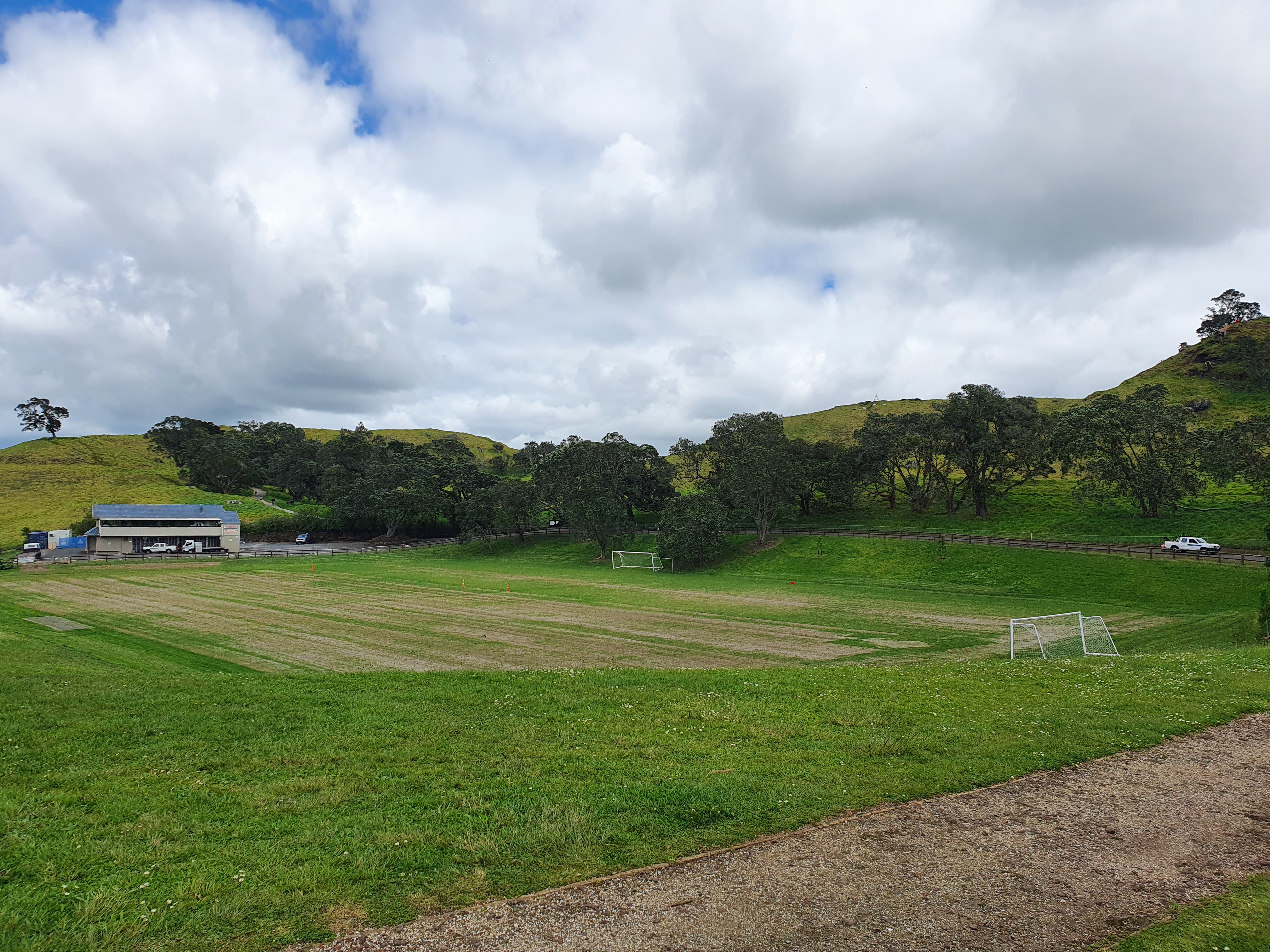
Sportanlage auf Māngere Mountain

Der Klub wurde im Jahr 1921 als Klub für Mitglieder der Onehunga Methodist Church gegründet. Später trat man dann unter dem Namen Onehunga Athletic Club sowie als Onehunga Association Football Club auf, bei letzterem spielte man noch auf einem Platz im Stadtteil Onehunga. Aus dieser Zeit entstammt auch der 1:0-Sieg über den Western AFC im Finale des Chatham Cup 1954. Im Jahr 1965 zog man dann in Einrichtungen auf Mangere Mountain, welche zuvor vom lokalen Rugby-Klub genutzt wurden. In dieser Zeit gab man dann auch sein Debüt in der damals neuen Northern League.
In den 1980er Jahren wurde auch Softball im Sommer angeboten, womit man sich mit Onehunga Mangere United Sports Club wieder einmal einen neuen Namen gab. Mittlerweile trägt man aber den Namen Onehunga Mangere United Association Football Club. Die erste Männer-Mannschaft spielt derzeit in der NRFL Division 1.